# Vlag van Britswerd

Vlag van Britswerd

De vlag van Britswerd is de dorpsvlag van het Nederlandse dorp Britswerd, in de Friese gemeente Súdwest-Fryslân. De vlag werd in 1999 aangenomen en in 2001 geregistreerd. Het ontwerp van de vlag is van de hand van J.C. Terluin en R.J. Broersma.

## Beschrijving
De beschrijving van de vlag is als volgt:
Twee lengtebanen rood en blauw, met over alles heen een liggend geel anker, waarvan de steel begint op 1/3 vlaglengte en de punt ligt op 13/15 vlaglengte en een dikte heeft van vroeger 1/10 vlaghoogte en uitgaande van de ankersteel over de denkbeeldige lijnen van een broekingsdriehoek met de top op 1/3 vlaglengte, in het rood een gele klaver op rechte steel en in het blauw een lelie met afgesneden voet.
De kleuren zijn afkomstig van het dorpswapen.

## Symboliek
- Rode baan: duidt op het land en de scheepsbouw bij het dorp.[3]
- Blauw veld: staat voor het water van het voormalige Britswerdermeer, ingepolderd in 1855.[3]
- Klaverblad: symbool voor de veehouderij en het grasland rond het dorp.[3]
- Fleur de lis: de lelie kwam voor aan de rand van het Britswerdermeer.[3]
- Anker: beeldt de scheepsbouw uit.[3]

## Zie ook

Wapen van Britswerd